# Vincenc Hlaváček z Küstenwehru
Vincenc Antonín Hlaváček z Küstenwehru (německy Vincenz Anton Edler Hlawaczek von Küstenwehr; 6. července 1854 Chrudim – 12. července 1926 Vídeň) byl rakousko-uherský generál českého původu. V c. k. armádě sloužil od roku 1876, vynikl jako důstojník dělostřelectva. Za první světové války dosáhl hodnosti polního podmaršála (1915) a vyznamenal se v bojích na italské frontě.

## Život

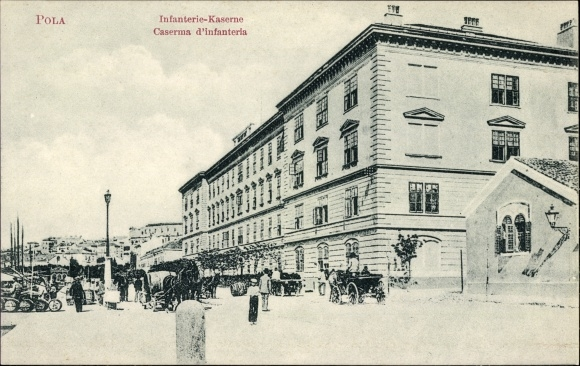
Kasárna infanterie v Pule, místo působení Vincence Hlaváčka (kolem 1915)

Pocházel z pražské měšťanské rodiny, byl synem Václava Hlaváčka, poddůstojníka 21. pěšího pluku v Chrudimi, a Anny, roz. Žďárské. Vojenské kariéře se věnoval již jeho děd Josef Hlaváček (1796–1858), v německých písemnostech vystupující od roku 1845 jako "Joseph von Hlawaczek", který sloužil mimo jiné pod maršálem Radeckým.

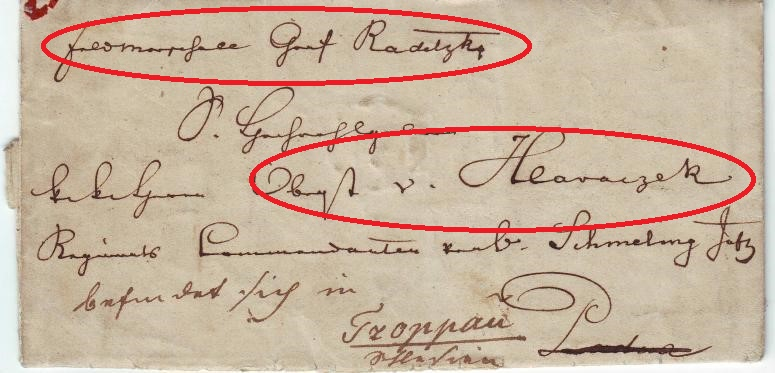
Maršál Radecký píše Josephovi von Hlawaczek Dopis 1845

Od roku 1876 byl poručíkem polního dělostřelectva, v jeho řadách se v roce 1878 zúčastnil obsazení Bosny a Hercegoviny. Poté byl roku 1882 povýšen do hodnosti nadporučíka a převelen k 5. uherskému pluku polního dělostřelectva. Roku 1896 je uváděn jako pedagog kadetní školy ve Vídni, od roku 1900 sloužil v haličské pevnosti Přemyšl. Roku 1901 povýšen na majora, roku 1905 na podplukovníka a roku 1908 na plukovníka dělostřeleckého štábu, přičemž se stal velitelem pluku pevnostního dělostřelectva č. 4.

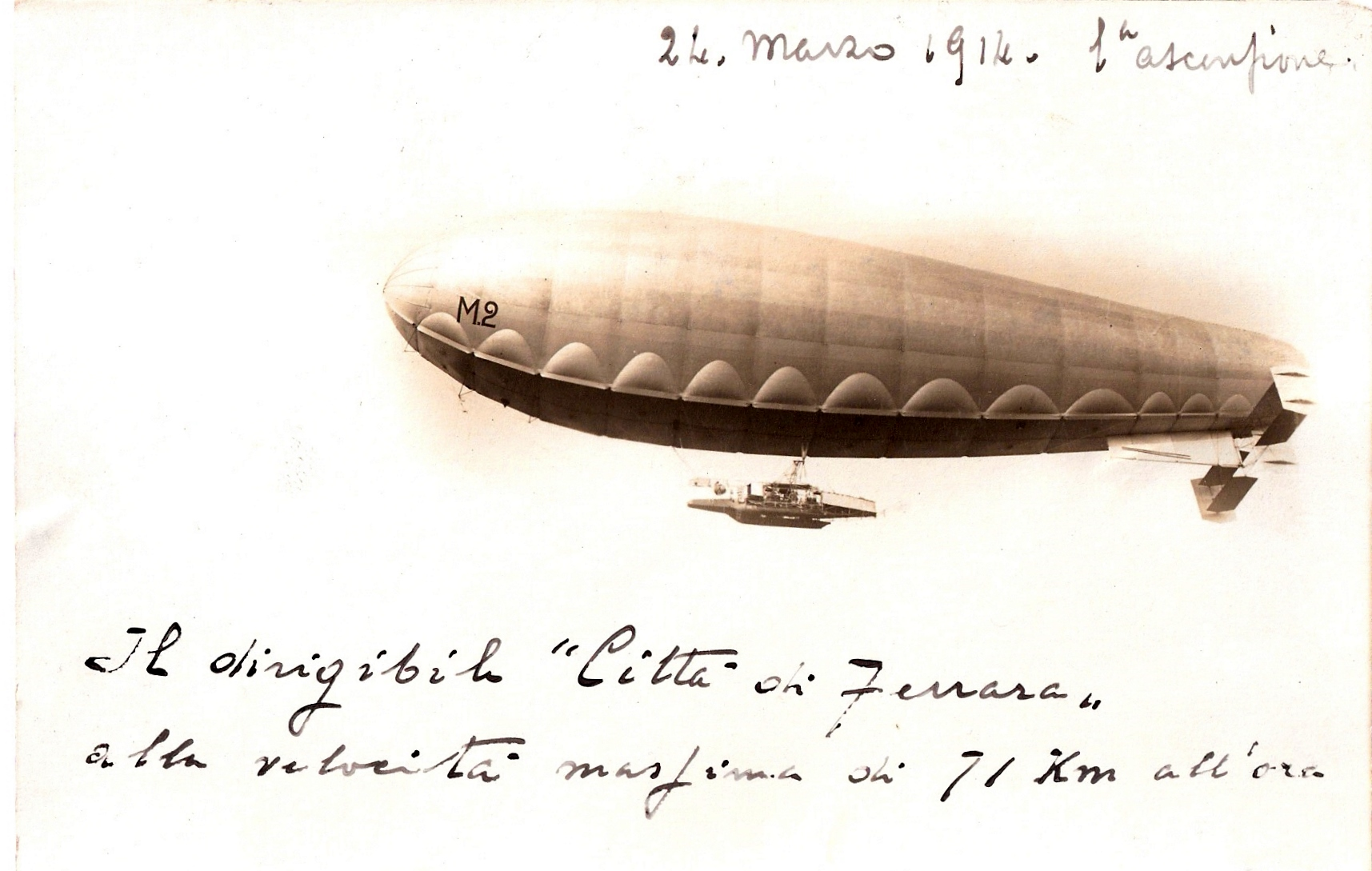
Italská vzducholoď Città di Ferrara

V roce 1913 byl povýšen na generálmajora, sloužil jako velitel 4. brigády opevňovacího dělostřelectva v istrijském přístavním městě Pula. Už roku 1915 byl za první světové války znovu povýšen, tentokrát do hodnosti polního podmaršálka. Mnohokrát se vyznamenal při obraně města: 20. prosince 1914 byly dělostřelbou z pevnosti zničeny dvě francouzské ponorky, 30. května 1915 odrazil nálet italské vzducholodi "Città di Ferrara" a 15. srpna 1915 byla zničena italská vzducholoď "Città di Jesi", přičemž její posádka upadla do zajetí. Dne 16. ledna 1916 bylo pod jeho velením sestřeleno italské letadlo a dva důstojníci byli zajati.
Dne 7. ledna 1917 byl rakouským císařem Karlem I. povýšen do šlechtického stavu s predikátem von Küstenwehr, odkazujícím na jeho zásluhy při opevňování a obraně istrijského pobřeží. Císařským diplomem ze 26. března 1917 mu byl titul rozšířen na "Edler von Küstenwehr" a obdržel též erb.

Po rozpadu rakousko-uherské monarchie byl k datu 1. ledna 1919 penzionován a až do své smrti žil ve Vídni, kde byl pravidelným hostem slavné kavárny Erzherzog Johann.

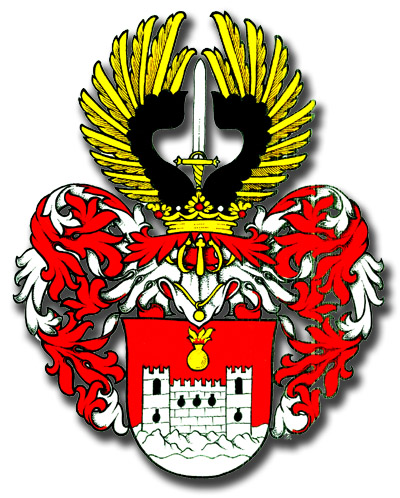
Hlaváček von Küstenwehr

Během své vojenské kariéry byl několikrát vyznamenán, například Vojenským záslužným křížem, Leopoldovým řádem nebo Řádem železné koruny III. třídy.
Vincenc Hlaváček z Küstenwehru, český vlastenec, loajální občan Rakouska-Uherska a později Rakouské republiky, zemřel bez dědiců (stejnojmenný syn Vincenc, narozený roku 1903 ve Vídni, záhy zemřel), potomci jeho rodiny však dosud žijí v Rakousku a Česku. 

## Popis rodového erbu
V červeném štítě stojí na skále vystupující z moře hrad ze stříbrných kvádrů, sestávající ze dvou postranních věží, z nichž každá je prolomena černým oknem a pod ním jednou černou střílnou, spojených střední traktem se třemi černými střílnami vedle sebe. Hrad má cimbuří ve tvaru vlaštovčích ocasů, střední trakt je převýšen hořícím zlatým granátem. Na štítu spočívá korunovaná turnajová přílba s červeno-stříbrnými přikryvadly. Klenotem jsou dvě rozevřená černá křídla se zlatými letkami, mezi nimi meč se zlatým jílcem a záštitou.